# Mirosław Chmara
Mirosław Marian Chmara (* 9. Mai 1964 in Bydgoszcz) ist ein ehemaliger polnischer Leichtathlet, der sich auf den Stabhochsprung spezialisiert hat. Er war Inhaber des polnischen Landesrekord und gewann 1989 bei den Halleneuropameisterschaften in Den Haag die Bronzemedaille. 

## Sportliche Laufbahn
Erste internationale Erfahrungen sammelte Mirosław Chmara vermutlich im Jahr 1983, als er bei den Junioreneuropameisterschaften in Schwechat mit übersprungenen 5,25 m den vierten Platz belegte 1986 belegte er bei den Halleneuropameisterschaften in Madrid mit 5,65 m den vierten Platz und im Jahr darauf schied er bei den Weltmeisterschaften in Rom mit 5,20 m in der Qualifikationsrunde aus. 1988 wurde er bei den Halleneuropameisterschaften in Budapest mit 5,70 m Vierter und stellte im Juni mit 5,90 m einen neuen Landesrekord auf. Daraufhin erreichte er bei den Olympischen Sommerspielen in Seoul das Finale, blieb dort aber ohne eine übersprungene Höhe. Im Jahr darauf gewann er bei den Halleneuropameisterschaften in Den Haag mit 5,70 m die Bronzemedaille hinter Grigori Jegorow und Igor Potapowitsch aus der Sowjetunion. Kurz darauf belegte er bei den Hallenweltmeisterschaften in Budapest mit 5,60 m den vierten Platz. 1991 wurde er bei den Hallenweltmeisterschaften in Valencia mit 5,50 m Zehnter und im Sommer verpasste er bei den Freiluft-Weltmeisterschaften in Tokio mit 5,40 m den Finaleinzug. Daraufhin trat er nicht mehr international in Erscheinung.
In den Jahren von 1990 bis 1992 wurde Chmara polnischer Meister im Stabhochsprung im Freien sowie 1988 und 1989 sowie von 1991 bis 1993 in der Halle.